# Милорад Вукашиновић
Милорад Вукашиновић (Беране, 25. новембар 1967) српски је новинар и публициста.

## Биографија
Новинарством се бави од почетка деведесетих година 20. века. Објавио је прве текстове под уредничким руководством Владимира Керлете у студенском листу Индекс у Новом Саду.
Каријеру телевизијског новинара отпочео је у РТС-ТВ Нови Сад  у којој је радио од 1992. до 2000. Вукашиновић се као аутор ангажовао на неколико новосадских локалних телевизија (Јесењин, Мелос, Мост). Од јануара 2017. до данас је уредник емисије Геополитика на Новосадској телевизији.
Сарађивао је у Вечерњим новостима, Печату, Новом стандарду, Видовдану и другим новинама и порталима.
Његови прикази објављени су у Летопису Матице српске, у којој је од 2011. запослен као редактор на Српском биографском речнику.
Од 2016. аутор је циклуса трибина Разговори о геополитици у Културном центру Новог Сада.
Био је члан Савета РЕМ-а од 2021.
Са супругом Маријом има троје деце.

## Дела
- Суочавања-изабрани разговори (2003)[1]
- Тренутак истине (2006)[1]
- У тамном срцу епохе (2010)[1]
- Рат за душе људи (2011)[1]
- Мислити просторно (2021)[1]